# 慕沙阿曼
慕沙阿曼（1951年3月30日—），馬來西亞政治人物，现任沙巴州元首。他亦是前馬來西亞外交部長阿尼法阿曼的哥哥。
慕沙阿曼于2003年至2018年在国阵政府担任沙巴首席部长，是沙巴有史以来任期最长的州首席部长。同时，他也担任沙巴国阵政府的財政部長和沙巴馬來民族統一機構（巫統）主席。2018年，民兴党主席沙菲益阿达因选举结果出任首席部长，慕沙阿曼随后被赶下台。慕沙阿曼后来面临46项与沙巴木材特许权相关的腐败和洗钱指控。然而，在起诉申请撤销指控后，慕沙阿曼于2020年6月获释。2020年，慕沙阿曼策划一场政治政变，以反对沙菲益领导下的民兴党沙巴政府。慕沙阿曼声称已获得国会多数议员的支持，并通过向沙巴州议会陈述他的情况来寻求夺回权力。虽然他的政变意图最终失败，但沙菲益呼吁解散州议会，引发提前选举。他也在选举中被国阵边缘化，并被放弃作为候选人。

## 生平

### 早年生涯
慕沙阿曼在1951年3月30日出生於英屬北婆羅洲保佛縣，其父為巴瑤族和蘇祿族的混血兒，而其母則為杜順人。他在保佛聖保羅小學接受小學教育，其後就讀沙巴學院和諸聖中學。他在瑪拉工藝大學取得工商管理學士學位，其後赴澳洲珀斯伊迪斯科文大學留學，並取得工商管理碩士學位。

### 政治生涯
1990年，慕沙阿曼加入巫統，成為巫統在沙巴的首批黨員之一。1992年，慕沙獲任命為巫統詹文安支部董事和沙巴巫統司庫。1994年，慕沙獲委任為沙巴州議員，並在1995年至1999年間擔任沙巴基金局董事。1999年，他參選沙巴州議會雙溪西埔架州議席當選，並在同年擔任首長署部長，兩年後擔任沙巴財政部長，同時擔任沙巴巫統聯委會主席。
2003年，慕沙接替章家傑，就任沙巴首席部長。他在就任首席部長後曾推行名為「方向」的發展計劃，以優先發展沙巴的農業、旅遊業和製造業，並增加這些工業的就業職位。
2020年7月29日，慕沙阿曼声称获得沙巴65名州议员中的简单多数议员支持，将成立新联盟执政沙巴政权，挑战沙巴现任首长沙菲益阿达的政权。慕沙阿曼声称新联盟成员包括沙巴巫统、土团党、沙巴立新党、沙巴团结党，以及沙巴人民团结党成员，但沒有透露所掌握的人数。沙菲益则对此反驳，指本身也获得简单多数议员支持。沙菲益之后在当晚和隔日二度拜会州元首敦朱哈，慕沙阿曼则迟来一步，被拒绝接见。7月30日，州元首敦朱哈宣布批准沙菲益解散沙巴州议会的建议，正式颁布宪报，解散州议会，沙巴州政府进入看守政府状态，并于60天内举行州选举。慕沙阿曼不满解散沙巴州议会的决定，于8月6日带领32名州议员入禀亚庇法院，挑战州元首敦朱哈、沙菲益、州选举委员会和沙巴政府违宪。结果被沙巴法庭二度驳回其司法审核申请，宣布沙巴选举如期举行。
一手策动沙巴政变的慕沙阿曼最终未能获得国阵支持，而是支持邦莫达任沙巴首长职位。他在州选提名日沒有申请注册，只在推特上留下耐人寻味的一句：「大家保重，愿永远安康。」暗示以独立候选人身份继续留在自己的选区双溪马尼拉服务民众。最终他宣布放弃竞选沙巴州议席，改为在州选举中为国民联盟候选人诺哈芝芝拉票。双溪马尼拉最终由巫统候选人Mokran Ingkat拿下。
10月18日，慕沙阿曼发表《致全国人民公开信》，强调全国爆发第三波COVID-19疫情，并非他策划夺权所致。他称在州选前，已有32名多数州议员支持他组织新政府，指责时任沙巴首长沙菲益阿达宁愿解散州议会，也不将沙巴执政权“交还”予他，因此沙巴疫情严峻不是他的错，因为他只是想拿回执政权。同时促请民兴党和希盟停止自欺欺人和尝试误导人民。
12月3日，慕沙阿曼的律师宣布终止他带领33名原任州议员挑战沙巴州元首在7月30日解散州议会的合法性，表示慕沙阿曼决定不再继续上诉联邦法庭，以符合大家的利益。

### 沙巴州元首
2024年11月27日，现任沙巴州元首敦朱哈·玛希鲁丁的任期即将在12月31日结束，沙巴首席部长哈芝芝·诺向媒体表示，他将在不久后向国家元首提交一份候选人名单，以供国家元首考虑下一任州元首的继承者。哈芝芝诺指出，州元首的任命是在国家元首的权力下进行的，而州政府只推荐其认为有价值的人选。然而，哈芝芝诺拒绝透露州政府将提交的候选人的姓名。
大马媒体曾报道猜测，其中提到有3个人有优势被任命为第11任沙巴州元首。3人分別是曾担任沙巴首席部长的慕沙阿曼与百林吉丁岸，以及前马来西亚下议院议长班迪卡阿敏。马来西亚沙巴大学社会科学与人文学院（FSSK）政治分析员沙鲁丁阿旺艾哈迈德分别对3人作出分析，表示每个人都有优点和缺点，但历史证明，州元首的任命通常是取决于首席部长提议的人。
12月12日，《当今大马》引述消息人士透露，慕沙阿曼是目前考虑中最有可能的候选人。慕沙阿曼的名字被提交给国家元首苏丹依布拉欣后，有关此事的消息开始在社交媒体上传播，而多个政党开始在互联网上祝贺这位前首席部长。于此同时，《当今大马》报道国家元首安排沙巴州元首的任命书授予仪式的信件也被疯传。12月17日，慕沙阿曼在吉隆坡国家皇宫接受国家元首苏丹依布拉欣·依斯迈的任命书，从2025年1月1日起担任第11任沙巴州元首，以接替朱哈·马希鲁丁将于12月31日结束的任期。他亦在仪式上被授予「护国领袖荣誉勋章」（Seri Maharaja Mangku Negara）称号，也被授予“敦”称号。慕沙阿曼受委州元首，引来社会舆论非议，连带波及现任首相安华·依布拉欣领导的团结政府。

## 爭議

### 2012年木材許可權合約貪污案
2012年4月，《砂拉越報告》根據外洩的馬來西亞反貪污委員會（反貪委會）文件揭發慕沙與一單木材合約貪污案有關。慕沙被控與沙巴木材商人謝天福關係密切，而他亦因走私1600萬新加坡元（4000萬馬來西亞令吉）給慕沙而在香港被扣留。砂拉越報告亦揭發謝天福亦負責慕沙兒子在澳洲的支出，而慕沙的弟弟阿尼法阿曼亦被指是木材合約的秘密受益人。但是，慕沙否認其與謝天福的關係，並指控《砂拉越報告》誹謗。2012年10月11日，首相署部長納茲里書面回覆國會時表示，慕沙在木材合約中收受4000萬馬來西亞令吉回佣的指控已因「有關回佣為對沙巴巫統的捐獻，而非被首席部長用作私人用途」而被總檢察長辦公室撤銷。他亦表示香港廉政公署和馬來西亞總檢察長辦公室已提供有關案件的資料。马来西亚首相纳吉·阿都拉萨拒絕揭露有關政治捐獻的來源，但他堅持有關捐獻從合法渠道取得。
在納吉回應後，《砂拉越報告》再公開一批10月14日的文件，指出有關捐獻來自沙巴和砂拉越的木材商人。10月22日，納茲里表示謝天福從未被捕，而有關的1600萬新加坡元則被凍結在香港的一個投資戶口，並已解凍及轉帳至一家瑞士銀行。直至10月25日，香港廉政公署拒絕透露有關貪污案的資料。11月1日，人民公正黨領袖和《砂拉越報告》揭發納茲里的兒子在2011年3月從謝天福收受一輛悍馬H2。但是，納茲里不覺得其兒子悍馬的來源有問題，亦表示他只略讀了反貪委會就撤銷慕沙指控的聲明，並指他沒有干預反貪委會就慕沙案件的調查。
2013年4月，路透社確認《砂拉越報告》公佈的文件屬實，其中兩間木材公司亦向路透社證實行賄以確保木材合約得手。反貪委會官員亦向路透社透露文件真實，而慕沙阿曼是調查的焦點。2014年2月27日，謝天福因在2004年欺詐阿古斯哈山表示需要向巫統政治捐獻方可投入伐木業而被判處監禁1年。

### 2018年大選舞弊指控
在2018年馬來西亞大選期間，慕沙是被淨選盟指控向其選區選民行賄的七名執政國陣國會議員之一。他被指向山打根區的企業家發放155輛電單車，以從反對黨民主行動黨手上取得議席。民主行動黨在2013年大選以4%的差距取得議席。

### 2018年沙巴憲政危機
在2018年大選後，慕沙帶領的國陣與沙菲益阿達帶領，由沙巴民族復興黨（民興黨）和希望聯盟組成的聯盟各自在沙巴州議會取得29席，傑菲里吉丁岸帶領的沙巴立新黨則取得2席。傑菲里其後決定與國陣組成聯合政府，他獲任命為副首席部長，而慕沙則在聯合政府連任首席部長5年。但是，本屬於國陣成員黨沙巴卡達山杜順姆魯族統一機構和沙巴人民團結黨的6名議員轉投民興黨陣營，使沙菲益以35席的優勢組成州政府。但慕沙在沙菲益組成政府前已宣誓連任沙巴首席部長，使沙巴出現兩名首席部長，是沙巴自1980年代以來出現的第二次憲政危機。2018年5月13日，4名來自巫統和沙巴卡達山杜順姆魯族統一機構的國陣議員轉投民興黨，州元首朱哈·馬希魯丁亦要求慕沙下台，但慕沙仍表示他是合法的沙巴首席部長。朱哈其後去信慕沙，宣佈自2018年5月12日起撤去其首席部長職務，該信在2018年5月14日送抵慕沙居所。
慕沙其後透過律師對朱哈和沙菲益兩人興訟，表示他仍是合法的首席部長，亦指沙菲益在24小時內宣誓的做法違憲。朱哈稱自己被慕沙威脅，因而報警。警方亦開始搜查慕沙在亞庇和山打根的住所，但發現其住所已丟空，亦有消息指他經汶萊和新加坡流亡到英國倫敦。傳媒其後向其弟阿尼法阿曼和其子亞瑪尼詢問慕沙的下落，但兩人均表示他們沒留意其最近的行蹤。慕沙透過律師扎西爾否認對朱哈作出刑事恐嚇。
5月30日，一名居於英國的馬來西亞人在Facebook發佈影片，指一名疑似慕沙，戴著帽子的男人出現在倫敦聖潘克拉斯車站。馬來西亞警方表示他們已得悉影片的內容，並正就影片的內容展開調查。馬來西亞移民局則稱他們沒有慕沙離開馬來西亞的紀錄，並指慕沙已被列入出境黑名單內，如果他以非法途徑出境，他已違反馬來西亞的法律。馬來西亞警察總長弗茲哈倫亦指慕沙應該是以汶萊作為中轉地離開馬來西亞。慕沙的律師扎西爾回應時指慕沙正在尋求治療，並指他是循合法途徑出境。6月6日，慕沙撤回原有對朱哈和沙菲益的訴訟，並透過律師東姑弗爾發出一張毋須其出席法院聆訊的傳票，指出新訴訟可完全透過文件而毋須透過公開聆訊作出判決。6月26日，慕沙發表聲明，確認其因就醫及其他個人原因而身處英國，並指其出境的過程合法。
2018年11月7日，亞庇高等法庭裁定慕沙敗訴，並裁定沙菲益擔任首席部長的程序合法。慕沙阿曼对裁定结果不服，并指示律师团提出上诉。2019年11月28日，上诉庭驳回慕沙阿曼提出的上诉，裁决沙菲益阿达是合法的沙巴首席部长。
2020年8月26日，联邦法院三司以二比一的多数票裁决，批准慕沙阿曼获可以向联邦法院提出上诉。

### 被捕
根據沙巴憲法18(2)條，州議員如果連續缺席會議3次會失去議席，慕沙因而在8月21日返回馬來西亞。
2018年8月23日，慕沙被捕，但推事法庭拒絕對其還押而可保釋外出。9月6日，他乘坐私人飛機返回亞庇，並在州議會宣誓就任州議員。慕沙其後返回吉隆坡，並前往布城，協助反貪委會調查在選舉期間與其有關的指控。在國陣失去執政權後，其子亞瑪尼亦失蹤。
11月5日，慕沙被控35項貪污有關罪名，包括在2004年12月至2008年11月期間，以首席部長身份收受6329万3924美元88美分（约2.43億令吉）與木材合約相關的回佣，他否認控罪，並獲准以200萬令吉保釋外出，以前赴亞庇出席首席部長合法性聆訊。

### 无罪释放
2020年6月8日，慕沙阿曼面对的46项伐木特许经营权贪污及洗黑钱控状的获得吉隆坡高庭宣判无罪释放。慕沙阿曼的代表律师对此解释，慕沙阿曼涉及的贪污控罪早已在2011年获得马来西亚反贪污委员会和香港廉政公署承诺，不会对其涉及的贪污案提控他。并表示，2018年马来西亚大选达到政权交替后，慕沙阿曼在同年11月被希盟政府提控，质疑慕沙是遭到恶意提控和政治迫害，要求撤销其控罪。
总检察长依德鲁斯·哈伦表示，他是根据2011年时任总检察长阿都干尼·巴代在支持撤消慕沙阿曼所面对控罪的宣誓书后，和研究现有案件及证据后发现香港银行的文件不足，以及一些证人无法出庭的情况下，在与检察和调查小组进行了讨论后，才决定撤回慕沙阿曼所有控罪。并表示慕沙阿曼涉及的贪污金钱实为政治献金。
慕沙阿曼是继在前任希盟政府提控涉及贪污，但在国盟政府任內被宣判无罪的第二位政治人物，引起各方争议和批评，要求政府尽速推动管制政治献金的法案。时任沙巴首长沙菲益阿达也对此放话，表示沙巴政府不会就此罢休，也会采取行动以追讨回原属州政府的利益。

### 沙巴基金局案
2020年6月16日，沙巴基金局总监拿督加玛鲁基兰透过电子系统入禀亚庇高庭，起诉慕沙阿曼在担任沙巴首长与沙巴基金局信托局的主席期间滥用主席职权和失职的控罪，并追讨沙巴基金局在他任职期间损失的8亿7千2百万令吉伐木收益。
6月18日，慕沙阿曼坚决否认在担任沙巴基金局主席期间，曾涉及任何不法行为，并批评沙巴当局对他的诉讼是可疑、不规范和不适当的做法。6月19日，慕沙阿曼以诉讼声明已经损害他的良好名声采取法律行动。他透过其代表律师东姑弗发表声明，要首长兼沙巴基金局主席拿督斯里沙菲益、总监加玛鲁基兰和律师道格拉斯凌等相关人士公开道歉，并向慕沙阿曼指定的慈善机构捐出10亿令吉。

## 个人荣誉

### 国内
- 马来西亚 : 
  -  护国玛哈拉惹勋章 (SMN) – 敦 (2024)[20]
  -  联邦王冠效忠领袖勋章 (PSM) – 丹斯里 (2017)[83][84]
  -  护国功臣勋章 (JMN) (1996)[85]
- 马六甲 :
  -  马六甲辉煌勋章 (DGSM) – 拿督斯里 (2003)[86][87]
- 沙巴 :
  -  神山领袖勋章 (SPDK) – 拿督斯里邦里玛 (2006)[88]
  -  神山辉煌勋章 (PGDK) – 拿督 (1994)[89]
- 砂拉越 :
  -  犀鸟之星拿督阿玛勋章 (DA) – 拿督阿玛 (2004)

### 国外
- :
  -  汶莱第一等王冠勋章（英语：Order of Seri Paduka Mahkota Brunei） (SPMB) – 拿督斯里巴杜卡 (2012)[90]

## 外部連結
- 慕沙阿曼的Facebook專頁

| 前任者： 章家傑        | 沙巴首席部長 2003年－2018年 | 繼任者： 沙菲益阿達 |
| 前任者： 朱哈·马希鲁丁 | 沙巴州元首 2025年－         | 繼任者： 现任       |